# Beniamino Caso
Beniamino Caso (San Gregorio Matese, 14 maggio 1824 – Piedimonte d'Alife, 13 ottobre 1883) è stato un patriota e politico italiano.

## La famiglia
Nacque nel piccolo paese di San Gregorio, oggi San Gregorio Matese, in provincia di Caserta.
Già dalla metà del XVII secolo la famiglia aveva tratto profitto dall'allevamento del bestiame e dal commercio dei prodotti derivati. Da generazioni i suoi avi sfruttavano la possibilità di condurre le greggi durante i mesi invernali nella Capitanata, in quel sistema consolidato detto transumanza che faceva capo alla Dogana delle Pecore di Foggia.
Suo padre don Giovanni, insediato presso la Dogana come tutti i suoi avi, è poco più che ventenne quando inizia a gestire il considerevole patrimonio di famiglia che lo porta a percorrere spesso il tratturo regio. In questi spostamenti Giovanni Caso conosce e sposa a Baranello, in Molise, Luisa Zurlo, nata nel 1793. Costei è figlia di don Biase Zurlo, personaggio di primissimo piano nelle vicende storiche molisane, che svolse un ruolo di significativa innovazione e miglioramento delle condizioni della regione.
Nel 1799 Biase Zurlo era stato nominato Visitatore Economico del Contado di Molise; divenne poi Sottintendente del Distretto di Campobasso e nel 1807 fu nominato Direttore delle contribuzioni dirette della Provincia del Molise. Promosso Intendente nel 1810, mantenne tale prestigioso incarico fino al 1821.
Il grande impegno pragmatico che animò Biase Zurlo nelle cariche pubbliche ricoperte fu sempre in sincrono con l'azione che suo fratello minore Giuseppe, vera figura di statista del Regno, mise in pratica in sfere d'influenza più alte.
Giuseppe Zurlo, allievo di Gaetano Filangieri, dopo essere stato Giudice del Tribunale della Vicaria a Napoli, nel 1798 fu Ministro delle Finanze borbonico; con l'interregno francese ebbe l'incarico di Ministro di Grazia e Giustizia e poi di Ministro dell'Interno, carica mantenuta dal 1809 fino alla caduta di Murat nel 1815.
Giovanni Caso e Luisa Zurlo vanno a vivere nel grande casa palatiata dei Caso a San Gregorio. Tra il 1816 ed il 1828 ebbero sei figli, cresciuti tra San Gregorio e Napoli, dove la famiglia ha una casa, condividendo modi di vivere ed insegnamenti che a loro vengono dagli Zurlo e dal loro ambiente di amici.
A 45 anni, nel gennaio del 1829 proprio a Napoli muore improvvisamente don Giovanni Caso. Dopo un matrimonio di appena 15 anni, tocca a donna Luisa Zurlo allevare da sola i ragazzi: Francesco, Beniamino e Federico studiano al Real Collegio di Maddaloni e Michele, il più piccolo, è in seminario a Piedimonte. Pochi anni dopo, nel 1835, muore anche nonno Biase Zurlo. Ma i ragazzi ne hanno ormai assorbito gli ideali e sono legati d'amicizia con gli intellettuali antiborbonici del tempo. Soprattutto uno di loro, Beniamino, è attratto dalla vita politica.

## Patriota
Liberale sincero, votato alla causa dell'unità nazionale, durante gli avvenimenti del 1848, quando fu formato il Parlamento napoletano, Beniamino Caso era studente di Medicina a Napoli, in stretto contatto con il suo compaesano Gaetano Del Giudice, deputato al Parlamento di Monteoliveto e, in quel momento, suo riferimento politico. Sicuramente visse da prim'attore i tumulti del ‘48, partecipando ai comizi ed alle barricate.
Da Napoli Caso era il tramite tra i rappresentanti dell'area matesina in quel Parlamento e gli amici restati a Piedimonte, portando notizie sulle vicende che segnavano i lavori di quel consesso e giornali di opposizione al regno. E fu certamente al fianco di Silvio Spaventa e Gaetano Del Giudice, che proprio in quei giorni fondavano a Napoli il giornale Il Nazionale, in cui trovano spazio le idee del costituzionalismo liberale e della politica di unificazione nazionale.
Abbandonati gli studi di medicina, si dedicò completamente all'attività politica, divenendo sindaco di San Gregorio fino al 1853 quando venne sospeso, forse per motivi politici. Ma negli anni successivi la carica fu del fratello Michele.
Sono gli anni dell'attesa e della preparazione. Agesilao Milano attenta alla vita di re Ferdinando, Carlo Pisacane sbarca a Sapri, nell'ambiente napoletano sono attivi sia il Comitato dell'Ordine, che raccoglie la componente liberale più moderata che risale a Cavour, sia quello dell'Azione, di più accesa indole mazziniana.
Beniamino Caso, che vivendo in un clima familiare che tutto richiama ai fratelli Zurlo, e di loro ha letto ed assimilato ideali ed insegnamenti, è l'anima del Sotto Comitato dell'Ordine e nella primavera del 1860 raccoglie attorno a sé un gruppo di liberali del comprensorio matesino.
Il ruolo giocato dalla massoneria in questa formazione è significativo, in quanto alcuni membri del Comitato sono anche appartenenti alla seconda loggia massonica piedimontese, quella del 1848 denominata "Figli del Matese".

## La Legione del Matese
Quando ormai le notizie dell'avvicinamento di Garibaldi, ed i segnali che giungono dalla corte napoletana lasciano intendere imminente il momento della caduta borbonica, Beniamino Caso tesse una fitta rete di rapporti con i liberali dei vari paesi dell'alto casertano, primo fra tutti Salvatore Pizzi, leader del progetto insurrezionale dell'intera Terra di Lavoro. Pertanto mette su un vero battaglione di uomini, la Legione del Matese, in buona parte finanziata da lui personalmente, pronta all'azione.
Della Legione fa parte, tra i tanti, anche il giovane pittore Gioacchino Toma, che un anno prima era stato confinato per motivi politici sul Matese, ed era stato protetto proprio da Caso, che ne aveva promosso la vendita di alcuni quadri.
Nell'agosto del 1860 Beniamino Caso va a Napoli e riceve dal marchese Villamarina, ambasciatore sabaudo a Napoli, le armi e la bandiera della Legione del Matese, che vengono immediatamente trasportate a Piedimonte.
In un concitato affanno di notizie e scambi di messaggi con le altre forze insurrezionali, finalmente la Legione marcia su Benevento, appena liberata dal secolare dominio pontificio. Di lì sarà poi ad Ariano, per partecipare quindi alla battaglia del Volturno al fianco delle forze garibaldine.
Nel settembre 1860 è membro del Governo Provvisorio del Distretto di Piedimonte ma, fatta l'unità d'Italia, resta fuori dai primi incarichi governativi. Il suo vecchio mentore, Gaetano Del Giudice, viene nominato Governatore di Capitanata ed il fratello di questi, Achille Del Giudice, diviene Maggiore della Guardia Nazionale per il Distretto di Piedimonte.

## Deputato a Torino
Nonostante ciò Beniamino Caso è benvoluto dal popolo “soprattutto nelle campagne, dove ottenne il soprannome di amico del popolo” ed alle elezioni per la Camera dei deputati, la prima del Regno d'Italia, viene eletto contemporaneamente sia per il collegio di Caserta che per quello di Piedimonte.
Decide di optare per il collegio di Caserta, ma questa sarà la sua condanna politica. Operò questa scelta per fare spazio all'amico Gaetano Del Giudice, risultato secondo eletto a Piedimonte. Del Giudice fu dunque nominato deputato, mantenendo quel seggio per le tre successive legislature fino al 1870, e lasciandolo poi al fratello Achille.
Per Beniamino Caso fu invece un susseguirsi di delusioni: egli si candidò sia nel 1867 che nel 1876, venendo sistematicamente sconfitto dai fratelli Del Giudice.
Durante il suo unico mandato parlamentare, nell'aula torinese di Palazzo Carignano Beniamino Caso siede in una delle sezioni centrali della Camera, in alto, nell'ampio gruppo dei cosiddetti ministeriali, cioè i filogovernativi che detengono la maggioranza assoluta. Suoi vicini di scranno sono i deputati Leonetti e Tari.
Quasi di fronte, in basso nella prima sezione dei banchi di sinistra, c'è Gaetano Del Giudice, che fa parte dell'esiguo gruppo dei progressisti, e che siede tra Ferdinando Petruccelli della Gattina, Francesco Domenico Guerrazzi ed il futuro primo ministro Francesco Crispi.
A Torino Caso è attivamente impegnato nei lavori parlamentari. Vota per Garibaldi contro Cavour nella discussione dell'armamento nazionale. “La moderazione e la calma, che formano la caratteristica dell'onorevole Caso, non gli vietano punto d'infervorarsi, allorquando la salute pubblica richiede misure energiche ed anche estreme“. Presentò una proposta di legge per sospendere la nascita della Provincia di Benevento, che era stata formata sottraendo territori a quella di Caserta.
Nel lungo soggiorno torinese contrae nuove amicizie. Nel tempo libero si appassiona allo studio della botanica e per le sue origini montanare è attratto dalle cime alpine. Il 23 ottobre 1863 è nel castello del Valentino a Torino, dove Quintino Sella ha riunito 36 appassionati alpinisti: lì nasce il Club Alpino Italiano del quale proprio Caso è nominato Vice Presidente.
Egli è un altruista, che bada agli interessi degli altri più che alle sue fortune. Nel 1862 a Torino sollecita il primo ministro Urbano Rattazzi per un intervento in favore di Salvatore Pizzi, animatore degli eventi unitari del '60 in provincia di Caserta e di essa primo Governatore, rimasto emarginato dalla vita politica ed in non buone condizioni economiche.
Alle elezioni del '65, viene sonoramente sconfitto da Gaetano Del Giudice. È il momento dell'isolamento e della delusione per una persona onesta che segue la sua coscienza e sfugge gli opportunismi.

## Botanico ed alpinista
Così Beniamino Caso, il gentiluomo dalla faccia aperta, come Gioacchino Toma lo descriverà nelle sue memorie, torna a San Gregorio, dove si dedica alla realizzazione di un grandioso giardino botanico che intitola a sua madre, Luisa Zurlo, scomparsa nel 1858. A Villa Luisa mette a dimora alberi pregiati, essenze, piante officinali, arbusti del sottobosco e la impreziosisce con vasche, fontane, vialetti ed un castelletto diruto ispirandosi, per certi scorci, al paesaggismo del giardino romantico, in un impianto di rara armonia e suggestione.
Nella solitudine politica cui è costretto, Caso coniuga la passione montana e l'interesse botanico, visitando i luoghi più impervi del Matese, dove identifica la Nemianthus trifoliata, una viola che fiorisce a gennaio.
Ma la sua tempra volitiva tiene lontana la pigrizia. A Napoli nel 1871 è tra gli ispiratori della fondazione della succursale locale del Club Alpino Italiano, presso il quale commemorò il professore di Botanica Vincenzo Cesati, che fu sulle barricate nelle Cinque Giornate di Milano. Sul periodico Il Matese di Piedimonte mette a nudo la sua passione per la montagna descrivendo “Un'escursione invernale a monte Miletto” compiuta il 26 gennaio 1882, e fu un fermo sostenitore del ritorno alla natura.
Fondò e fu presidente del Comizio Agrario del circondario di Piedimonte, curando la pubblicazione del bollettino di notizie agrarie detto l'Alifano. Non dimentico dello stretto rapporto familiare con la Capitanata, realizzò uno studio sull'agricoltura pugliese che gli valse il conferimento della Croce dell'ordine della Corona d'Italia.
Nel ricordo delle escursioni alpine compiute negli anni torinesi, Caso realizza il Saggio sulla flora alpina al colle dell'Assietta; nel 1881 il Club Alpino di Susa pubblica la sua opera più significativa, La flora segusina di Francesco Re, traduzione, anzi rifacimento di uno studio in francese del 1805, in cui segue un nuovo metodo di classificazione, ampliando la catalogazione delle piante e soffermandosi sul loro valore terapeutico.
Il suo impegno per la povera gente che in quel periodo dava vita al più drammatico esodo migratorio verso le Americhe lo spinse ad essere uno dei fautori della Società Operaia di Mutuo Soccorso di Piedimonte, che mirava appunto a combattere la condizione di indigenza della popolazione. Tale sensibilità sociale ricorda l'attenzione di Giuseppe Zurlo alla povertà ed all'infanzia abbandonata.
È significativo che con la messa in vendita dei beni ecclesiastici Caso non compare mai nel folto elenco di personaggi locali che in quelle aste diedero vita ad una nuova classe di proprietari terrieri.
Soltanto nel 1875 tornò alla politica quando venne eletto Consigliere Provinciale: non furono i suoi compaesani, bensì gli elettori del mandamento di Capriati al Volturno, che forse serbavano miglior memoria di quanto Caso avesse fatto per quelle zone.
Proprio quello stesso anno, trasferendo sul piano pratico i suoi studi naturalistici fondò l'Osservatorio Meteorologico di monte Muto; era la prima volta che una struttura del genere veniva localizzata sull'Appennino meridionale. Caso intervenne economicamente nell'allestimento della specola, i cui rilevamenti su precipitazioni, venti e temperature, hanno fornito fino al 1940 un prezioso supporto al miglioramento dell'agricoltura locale.

## Rivalutazione della sua opera
All'età di 59 anni, dopo dieci ore di agonia, in seguito ad un ictus cerebrale, Beniamino Caso morì nella sua casa di Piedimonte il 13 ottobre 1883.
Le orazioni funebri furono tenute dai deputati Pietro Rosano e Filippo Teti, che sottolinearono soprattutto il suo impegno di patriota negli avvenimenti del '60 con la costituzione della Legione del Matese, associandone il nome a quello di Salvatore Pizzi, suo amico e compagno nelle vicende unitarie.
Più tardiva fu l'opera di riconoscimento della figura di Caso e della sua dedizione alla terra natìa ed alla patria. La prima commemorazione si tenne tre anni dopo la sua morte quando, su proposta di Angelo Scorciarini Coppola, venne apposta una lapide commemorativa della specola di monte Muto nel convento di S.Maria Occorrevole, nella quale si rammenta la figura dell'uomo “che per tenacità di onesti propositi - per amore del bene e del giusto - per civili e private virtù senza iattanza rifulse”.
Gli uomini della montagna furono solerti nel ricordare l'appassionato escursionista e già e nell'agosto del 1898, sulla cima del monte Miletto, la sezione napoletana del CAI inaugurò il Rifugio Beniamino Caso alla presenza di moltissimi iscritti provenienti da numerose sezioni del centro sud.
A 25 anni dalla scomparsa, nel 1909 il Comune di Piedimonte, sindaco il nipote Vincenzo Caso, fece apporre una lapide sulla facciata di palazzo Caso, nella piazza centrale del paese. È un tardivo riconoscimento del ruolo primario da lui svolto nella creazione della Legione del Matese: